# Rankin/Bass
Rankin/Bass Productions, Inc. (fondată ca Videocraft International, Ltd.) a fost o companie americană de producție specializată în episoade TV speciale de sărbători, în special animații stop-motion. Producțiile dinainte de 1974 sunt deținute de DreamWorks Animation prin Classic Media, iar cele din/după 1974 de Warner Bros. Discovery prin Telepictures. Producțiile stop motion Rankin/Bass sunt recunoscute prin stilul lor vizual, al personajelor asemănătoare unor păpuși cu părți ale corpului sferoidale și pulbere omniprezentă de zăpadă, utilizând o tehnică de animație denumită „Animagic”. De multe ori, scenele tradiționale de animație cu căderi de zăpadă erau proiectate deasupra acțiunii pentru a crea efectul de ninsoare. 

## Istorie
Compania a fost fondată de către Arthur Rankin, Jr. și Jules Bass la 14 septembrie 1960, ca Videocraft International. Majoritatea lucrărilor Rankin/Bass, inclusiv toate producțiile lor stop-cadru „Animagic”, au fost create în Japonia. De-a lungul anilor 1960, producțiile Animagic erau conduse de animatorul japonez de stop-cadru Tadahito Mochinaga.

## Filmografie

### Filme

#### Stop motion
- Willy McBean and his Magic Machine (1965)
- The Daydreamer (1966)*
- Mad Monster Party (1967)
- Rudolph and Frosty's Christmas in July (1979, Mickey Rooney)

#### Animatie tradițională
- The Wacky World of Mother Goose (1967)
- The Hobbit (1977) (film TV)
- The Return of the King (1980) (film TV)
- The Last Unicorn (1982)
- The Flight of Dragons (1982) (film TV)
- The Wind in the Willows (1987) (film TV)
- The King and I (1999) (co-produs cu Morgan Creek Productions și  Nest Entertainment)

#### Live-action
- King Kong evadează (1967)
- Marco (1973)
- The Last Dinosaur (1977)
- The Bermuda Depths (1977) (TV-Movie)
- The Ivory Ape (1980)
- The Bushido Blade (1981)
- The Sins of Dorian Gray (1983)

### Speciale TV de animație
Stop-motion
- Rudolph the Red-Nosed Reindeer (1964, Burl Ives) (produs ca Videocraft)
- The Edgar Bergen & Charlie McCarthy Show (1965)
- The Ballad of Smokey the Bear (1966; James Cagney)
- The Little Drummer Boy (1968, Greer Garson)
- Santa Claus Is Comin' To Town (1970, Fred Astaire)
- Here Comes Peter Cottontail (1971, Danny Kaye)
- The Enchanted World of Danny Kaye: The Emperor's New Clothes (1972)
- The Year Without a Santa Claus (1974, Shirley Booth)
- The First Christmas: The Story of the First Christmas Snow (1975, Angela Lansbury)
- Rudolph's Shiny New Year (1976, Red Skelton)
- The Little Drummer Boy, Book II (1976, Greer Garson)
- The Easter Bunny Is Comin' to Town (1977, Fred Astaire) (special TV de Paști)
- Nestor the Long-Eared Christmas Donkey (1977, Roger Miller)
- Jack Frost (1979, Buddy Hackett)
- Pinocchio's Christmas (1980)
- The Leprechaun's Christmas Gold (1981, Art Carney)
- The Life and Adventures of Santa Claus (1985)

Animatie tradițională
- Return to Oz (1964) (produs ca Videocraft)
- The Cricket on the Hearth (1967, Danny Thomas & Roddy MacDowall)
- Mouse on the Mayflower (1968, Tennessee Ernie Ford)
- Frosty the Snowman (1969, Jimmy Durante)
- The Mad, Mad, Mad Comedians (1970)
- Puss in Boots (special TV din 1972)[1]
- 'Twas the Night Before Christmas (1974, Joel Grey & George Gobel)
- The First Easter Rabbit (1976, Burl Ives)
- Frosty's Winter Wonderland (1976, Andy Griffith)
- The Stingiest Man in Town (1978, Tom Bosley)
- Coneheads (1983)
- Santa, Baby! (2001, Patti LaBelle)

### EpisoadeThe ABC Saturday Superstar Movie
- Mad Mad Mad Monsters (1972)
- Willie Mays and the Say-Hey Kid (1972)
- Red Baron (1972)
- That Girl in Wonderland (1973)

### Seriale de animație
- The New Adventures of Pinocchio (1960)
- Tales of the Wizard of Oz (1961)
- The King Kong Show (1966–1969)
- The Smokey Bear Show (1969)
- The Tomfoolery Show (1970-1971)
- The Reluctant Dragon and Mr. Toad Show (1970)
- The Jackson 5ive (1971)
- The Osmonds (1972)
- Kid Power (1972-1973)
- Festival of Family Classics (1972)
- ThunderCats (1985–1987)
- SilverHawks (1986)
- The Comic Strip (cu TigerSharks, Street Frogs, Mini Monsters și Karate Kat) (1987)

Vă rugăm să rețineți: The Daydreamer este atât animație stop-motion cât și live action.

## Continuări ale unor speciale Rankin/Bass produse de altcineva
Mai multe continuări ale unor speciale Rankin/Bass au fost realizate  de către alți producători.
- Frosty Returns (1992): Pseudo-continuare a Frosty the Snowman. Produs de Bill Melendez, Broadway Video și CBS.
- Rudolph the Red-Nosed Reindeer and the Island of Misfit Toys (2001): Continuare aRudolph the Red-Nosed Reindeer. Produs de  GoodTimes Entertainment, Golden Books Family Entertainment și  Tundra Productions folosind personal propriu de la GoodTimes, Rudolph - adaptare separată.
- The Legend of Frosty the Snowman (2004): Continuare a Frosty the Snowman. Produs de  Classic Media.
- Here Comes Peter Cottontail: The Movie (2005): Continuare a Here Comes Peter Cottontail. Produs de Classic Media.
- A Miser Brothers' Christmas (2008): Continuare a The Year Without a Santa Claus (Anul fără Moș Crăciun, 1974). Produs de Warner Bros. și  Cuppa Coffee Studio.